# Вал ди Соле (Болоња)
Вал ди Соле (итал. Val di Sole) је насеље у Италији у округу Болоња, региону Емилија-Ромања.
Према процени из 2011. у насељу је живело 26 становника. Насеље се налази на надморској висини од 324 м.